# Jaisinghnagar
Jaisinghnagar é uma cidade e uma nagar panchayat no distrito de Shahdol, no estado indiano de Madhya Pradesh.

## Geografia
Jaisinghnagar está localizada a 23° 38′ N, 78° 34′ L. Tem uma altitude média de 593 metros (1 945 pés).

## Demografia
Segundo o censo de 2001, Jaisinghnagar tinha uma população de 7 392 habitantes. Os indivíduos do sexo masculino constituem 52% da população e os do sexo feminino 48%. Jaisinghnagar tem uma taxa de literacia de 57%, inferior à média nacional de 59,5%: a literacia no sexo masculino é de 65% e no sexo feminino é de 48%. Em Jaisinghnagar, 15% da população está abaixo dos 6 anos de idade.